# Trickdiebstahl
Trickdiebstahl ist ein Diebstahl, bei dem die Wegnahme durch eine Täuschung verschleiert wird, das heißt die Wegnahme ist für den Betroffenen als solche nicht erkennbar.

## Methoden
Der Trickdieb wendet verschiedene Methoden an, um das Opfer abzulenken, zu täuschen oder in die Irre zu führen, um den Gewahrsam zu brechen. Dies kann u. a. durch Vortäuschung
- einer Notlage mit Appell an die Hilfsbereitschaft,
- von Hilfsbereitschaft,
- einer Befugnis zum Betreten der Wohnung,
- einer persönlichen Beziehung oder
- einer Anlage- und Investmentplattform

erfolgen. Da häufig Senioren von Trickdiebstählen betroffen sind, versucht die Polizei, verschiedene Präventionsmaßnahmen durch Initiativen und Beratung. In den vergangenen Jahren kommt es – vor allem mit Blick auf Krypto-Investments – zudem häufiger zu Fällen unter jüngeren Menschen, bei denen Betrüger oft erhebliche Beträge von ihren Opfern erbeuten.

## Deutschland

### Formen von Trickdiebstahl
Die beim Trickdiebstahl verwendeten Formen sind vielfältig und können nach Region variieren. Dabei schaffen es die Täter meist sehr schnell, sich an aktuelle politische oder gesellschaftliche Entwicklungen anzupassen. Sie greifen häufig gezielt Themen auf, die durch Medienberichterstattung bekannt sind, um ihren Behauptungen Glaubwürdigkeit zu verschaffen: Wenn beispielsweise in der Politik eine erhöhte Besteuerung von Bankeinlagen gefordert wird, erzählen sie ihrem Opfer unter Verweis auf Zeitungs- oder Fernsehberichte („Sie haben doch sicher auch schön gehört...“), „aus sicherer Quelle“ zu wissen, dass dies tatsächlich eingeführt würde. Da sich das Opfer an die entsprechenden Medienberichte erinnert, glaubt es dem Täter und lässt sich von ihm überreden, seine Ersparnisse anderweitig zu deponieren, wobei der Täter sie entwendet. Auch neu erlassene Vorschriften werden von den Tätern auf diese Weise genutzt, indem sie vorgeben, die Einhaltung der neuen Vorschrift kontrollieren zu müssen.
In Deutschland sind vor allem die folgenden Methoden verbreitet:

#### Zutritt zur Wohnung/Diebstahl
- Zetteltrick: Der Täter bittet um einen Zettel, um etwas aufschreiben zu können. Variante 1: eine Nachricht für den Nachbarn, Variante 2: Einkäufe für die Nachbarin. Das Opfer schreibt, ist abgelenkt. Ein Komplize schleicht in die Wohnung und stiehlt Schmuckstücke.[4][5]
- Wasserglastrick: Der Täter bittet um ein Glas Wasser. Variante 1: Das Opfer holt ein Glas Wasser. Ein Komplize schleicht in die Wohnung und stiehlt.[4] Variante 2: eine angeblich Schwangere bittet um ein Glas Wasser. Beim Eintreten in die Wohnung lässt sie die Tür angelehnt. Eine Komplizin stiehlt.
- Tüchertrick: Der Täter präsentiert Seidentücher und lenkt ab. Ein Komplize schleicht in die Wohnung und stiehlt.[4]
- Deponiertrick: Ein Deponierer arbeitet ohne Mittäter. Er will Geld- und Schmuckverstecke ausfindig machen. Er beobachtet, wo ältere Menschen hingehen oder am Fenster einer Wohnung stehen. Eingangsfragen sind: „Wie geht es Dir?“ „Rate mal, wer ich bin?“ Wegen Urlaubs will der Täter vermeintlich Geldbeträge bei seinem Opfer deponieren. Dabei stiehlt er stattdessen das dort deponierte Geld oder den Schmuck.[6]
- Heizungsablesertrick: Der angebliche Heizungsableser gibt den Opfern Anweisungen an mehreren Thermostaten der Heizkörper zu drehen. Variante 1: Der Täter durchwühlt die Schränke, weil er vermeintlich etwas Spitzes braucht.[6] Variante 2: Er wandert durch die Räume und stiehlt.[7]
- Wasserwerke-/Rohrbruchtrick: Der Täter behauptet, es habe einen Rohrbruch im Haus bzw. in der Straße gegeben. Variante 1: Er schickt sein Opfer ins Badezimmer und bittet, das Wasser zehn Minuten lang fließen zu lassen und zu beobachten. Variante 2: Er bittet darum, das Wasser mit Hilfe eines Pointers, mit dem das Opfer auf das Wasserrohr zielen muss, keimfrei zu machen.[4][8] In dieser Zeit stiehlt er Wertgegenstände aus der Wohnung.
- Rauchmelderprüfer-Trick: Ein vermeintlicher Kontrolleur verschafft sich Zutritt zur Wohnung und stiehlt beim Rundgang.[9]
- Pflegedienstleister-Trick: Eine vermeintliche Mitarbeiterin eines Pflegedienstleisters verschafft sich Zutritt zur Wohnung. Variante 1: Sie lenkt durch die Frage, ob das Opfer Geld wechseln könne, ab. Variante 2: Sie behauptet es gebe Unstimmigkeiten in der Krankenakte. Variante 3: Täter gibt sich als Vertreter der gewohnten Pflegekraft aus und bittet die Pflegebedürftige, sich aufs Bett zu legen.[10] Ein Komplize betritt die Wohnung unbemerkt und stiehlt Schmuck.[11][12]
- Störungsbeseitigungstrick: Vermeintliche Telefontechniker, Bankmitarbeiter, Steuerfahnder, Gasableser, Prüfer für den Kabelanschluss wollen erfundene Störungen in der Wohnung/Pannen bei Girokarten oder Konten beheben/Nachzahlungen einkassieren. Geforderte Geldzahlungen oder Wertgegenstände aus der Wohnung sind verloren.[13]
- Einbrechertrick: Täter fangen ältere Menschen vor der Wohnungstür ab und behaupten, es sei eingebrochen worden. Sie müssten dies prüfen. Wenn die Täter in die Wohnung eingelassen werden, durchsuchen sie diese und lassen Geld und Schmuck mitgehen.[14]
- Polizisten-/Zivilfahndertrick: Die Täter behaupten Polizisten zu sein, sind es aber nicht. Sie täuschen ihre Opfer durch „Ausweis“ und „Polizeimütze“ und Forschheit über ihren Betrug hinweg. Variante 1: Sie dringen in die Wohnung ein, um die Räume zu durchsuchen. Dabei stehlen sie.[15] Variante 2: Zwei vermeintliche Polizisten unterhalten sich in der Wohnung mit dem Opfer. Einer davon bittet, die Toilette benutzen zu dürfen, und durchsucht dann die Wohnung[16] Variante 3: Sie wollen sich in der Wohnung vermeintlich nach Falschgeld umschauen. Diese Trickdiebe lassen sich entlarven, indem ihr Dienstausweis geprüft und gegebenenfalls unter Tel. 110 ihre Identität geklärt wird.[17][18]
- Bankmitarbeitertrick: Variante 1: Ein vermeintlicher Bankmitarbeiter gibt vor, wegen technischer Probleme die EC-Karte überprüfen zu müssen. Er lässt Kontonummer und PIN in ein mitgebrachtes Tablet eintippen. Danach wird das Konto leergeräumt.[9] Variante 2: Vermeintlich ausgezahltes Falschgeld wird "sichergestellt".[18]
- Handtaschentrick: Ein Täter entwendet die Handtasche. Sein Komplize gibt sich als Polizist aus, der den Handtaschendiebstahl dokumentieren und klären soll. Der vermeintliche Polizist stiehlt Wertsachen aus der Wohnung.[4]
- Taschenträgertrick: Diesem Trick fallen meist ältere Menschen zum Opfer, die nicht mehr gut tragen können. Der Täter bietet Hilfe beim Tragen von Taschen oder Gehwagen an. Variante 1: Dabei stiehlt er Wertsachen, die sich darin befinden. Variante 2: Täter geht mit in die Wohnung, Opfer wird in der Wohnung abgelenkt, Komplize stiehlt Wertgegenstände.
- Spendensammlertrick: Spendensammler für Phantasieorganisationen sammeln Geld und behalten es.
- Wohnungsschlüsseltrick: Unmittelbar beim Verlassen der Wohnung werden die Opfer vom Täter durch ein Gespräch abgelenkt. Währenddessen wird der Wohnungstürschlüssel unbemerkt entwendet. Danach wird die Wohnung durchsucht.[19]
- Falsche Wunderheilerin: Durch ein Ritual mit Geld soll ein Fluch gelöst werden, der vermeintlich auf dem Opfer liege. Das Geld wird während der Zeremonie geschickt entwendet.[20]
- Schreckensbotschafter: Dem Opfer wird von einem vermeintlichen Rettungsdienstmitarbeiter oder Krankenpfleger mitgeteilt, der Partner (oder Freund, Verwandter, Nachbar…) sei verunglückt und schwer verletzt ins Krankenhaus eingeliefert worden. Die entstehende Verwirrung und Aufregung wird zum Diebstahl genutzt.
- Barerstattungstrick: Die Täter kündigen die Rückzahlung aus Strom-, Wasser-, Gasrechnungen in bar an. Diese soll in der Wohnung übergeben werden. Den Aufenthalt in der Wohnung nützen sie zum Diebstahl von Wertgegenständen.[18]

#### Ablenkung auf der Straße/Diebstahl
- Anrempeltrick: Täter rempelt an, lenkt ab und bestiehlt das Opfer.
- Antanztrick, auch Ronaldo-Trick: Hüpfen oder Tanzen während der für den Diebstahl nötigen Annäherung, zumeist in Gruppen von zwei oder drei Tätern und bei alkoholisiertem Opfer in Vergnügungsvierteln, im Umfeld von Diskotheken oder auf Straßenfesten etc.[21][22][23] Auch während der sexuellen Übergriffe in der Silvesternacht 2015/16 in Köln, wo es auch zu Eigentumsdelikten kam, soll dieser Trick massenhaft angewandt worden sein.
- Beschmutzertrick: Der Täter beschmutzt scheinbar versehentlich die Kleidung des Opfers. Während er anschließend versucht, den Dreck abzuwischen, stiehlt er unbemerkt Gegenstände aus der Jacke des Opfers.
- Blumentrick: Ein Fremder oder mehrere Fremde begrüßen das Opfer scheinbar freundschaftlich, umarmen es, stecken ihm womöglich eine Blume ans Revers. Durch die Ablenkung und die freudige Überraschung merkt das Opfer nicht, dass ihm die Brieftasche entwendet wird.
- Heiler-Trick: Variante 1: Der Täter spricht das behinderte Opfer an, gestikuliert mit seinen „heilenden Händen“ und stiehlt unbemerkt. Variante 2: Die falschen Heilerinnen wollen das Opfer von einem Fluch befreien. Als Beweis für den Fluch lassen sie das Opfer ein frisch gekauftes Ei zerbrechen. Aus dem zerbrochenen Ei kommt eine schwarze Flüssigkeit heraus. Das Opfer sollen Bargeld an die Heilerinnen übergeben. Das Geld wird von den falschen Heilerinnen in ein Tuch eingewickelt. Das Opfer werden aufgefordert das Tuch, das durch Trick nur noch Papierschnipsel enthält, längere Zeit am Körper zu tragen. Das Geld ist verloren.[24]
- Geldwechseltrick: Variante 1: Der Täter bittet um das Wechseln von Münzen. Während das Opfer im Kleingeldfach seiner Geldbörse kramt, stiehlt der Täter unbemerkt Scheine aus dem Portemonnaie.[13] Variante 2: Der Täter bittet um das Wechseln eines Geldscheines. Er hält den Geldschein über das Geldscheinfach und entwendet aus dem Geldscheinfach des Opfers Scheine.
- Geld-verloren-Trick: Im Visier sind Menschen, die gerade Geld bei der Bank abgehoben haben. Der Täter wirft unbemerkt Münzen auf die Straße. Unter dem Hinweis, „Sie haben Geld verloren“, hilft der Täter beim Aufsammeln und bestiehlt sein Opfer währenddessen aus Jacken- oder Handtasche.[18]
- Katzentrick: Einer der Täter macht eine in ihrem Auto wartende Frau darauf aufmerksam, dass sich unter ihrem Auto eine Katze befindet. Sobald sie aussteigt, um dem nachzugehen, entwendet ein anderer Täter die auf dem Beifahrer- oder Rücksitz liegende Handtasche der Frau.[25][26]
- Podolski-Trick: Bei dem in Köln verbreiteten Trick wird das Opfer zum Mitspielen (Papierkugel) aufgefordert.[23]
- Stadtplantrick: Das Opfer wird von einem vermeintlich ortsunkundigen Täter, der mit einem Stadtplan wedelt, nach dem Weg gefragt. Variante 1: Während sich das Opfer über den Plan beugt, stiehlt der Täter dann Dinge aus der Tasche, die unter dem Stadtplan am Arm des Opfers hängt. Variante 2: Ein Auto nähert sich und hält an. Der Beifahrer hält einen Stadtplan in der Hand und lässt sich den Weg zum nächsten Krankenhaus für den "verletzten Bruder" zeigen. Aus der hinteren Beifahrertür springt die angebliche Schwester des "Verletzten" heraus, umarmt das Opfer von hinten, bedankt sich und bestiehlt dabei das Opfer.
- Bahnticket-Trick: Variante 1: Der Täter bietet dem Opfer eine nicht mehr benötigte Bahn- oder Busfahrkarte kostenlos an. Nimmt das Opfer das Ticket an, fordert der Täter plötzlich einen kleinen Kostenbeitrag zum Ticket. Sucht das Opfer daraufhin nach Kleingeld in seiner Geldbörse, entwendet der Täter unbemerkt größere Scheine. Variante 2: Der Täter bittet das Opfer um Fahrgeld für eine Fahrt in einen Vorort, in den er unbedingt hin muss. Das Geld ist verloren. Variante 3: Am Fahrkartenautomaten fehlt dem Täter ein Restbetrag von 50 Cent. Er hantiert am Automaten, löst aber keine Fahrkarte. Das Geld ist verloren.
- Steuern-auf-Bankeinlagen-Trick: Der Täter spricht auf der Straße ältere Menschen an und behauptet, dass in Kürze Einlagen bei der Bank höher besteuert werden. Er bringt sein Opfer dazu, Geld bei der Bank abzuheben, und bestiehlt unmittelbar danach das Opfer (sogar in dessen Wohnung).[27]

#### Sonstige
- Betteltrick: Der Täter hält dem Opfer beispielsweise in Lokalen ein Schild hin. Während das Opfer das Schild liest, stiehlt der Täter unter dem Schild liegende Wertsachen vom Tisch.
- Supermarkttrick: Variante 1: Das Opfer wird im Supermarkt von Fremden gefragt, wo sich bestimmte Artikel befinden. Während es seinen Blick über die Regale schweifen lässt, greift der Täter Wertsachen aus Taschen, die über dem Einkaufswagen hängen. Variante 2: Das Opfer wird gebeten, die Erläuterung auf einem Produkt vorzulesen. Geldbörse oder Handtasche werden dabei gestohlen.[18] Variante 3: Frauen, die ihre Einkäufe auf dem Supermarktparkplatz in den Kofferraum des Autos stellen und vorher ihre Handtasche auf dem Beifahrersitz abgelegt haben, werden durch Fragen abgelenkt. Ein zweiter Täter entwendet unbemerkt die Handtasche.[18]
- Polizistentrick – vgl. Zugang zur Wohnung: Die falschen Beamten teilen mit, es sei eine Einbrecherbande in der Gegend unterwegs und die Wohnung des Opfers als Ziel ausgesucht. Daher solle das Opfer seine Wertsachen aus der Wohnung holen und zur nächsten Polizeistation in Sicherheit bringen; auf der Straße werden sie ihm entwendet.

### Formen von Trickbetrug

#### Rund um das Haus
- Handwerkertrick: Vermeintliche Handwerker bieten an der Haustür Reparaturen an Dach oder Wohnung gegen Vorkasse an. Nach der Vorauszahlung verschwinden sie.[13] Variante: Bei tatsächlich in der Nähe stattfindenden Bauarbeiten geben sich die Täter als Mitarbeiter der dort tätigen (seriösen) Firma aus und behaupten, mit auf der Baustelle übrig gebliebenem Material besonders günstig Arbeiten (z. B. Asphaltieren der Einfahrt) ausführen zu können. Anschließend verschwinden sie mit der Vorauszahlung oder verlangen nach Ausführung der Arbeit einen viel höheren Preis.
- Notdienst-/Kontrolleur-Betrug: Variante 1: ein vermeintlicher Notdienst-Mitarbeiter behauptet, die Telefonleitungen seien gestört. Er behauptet, er müsse die Buchsen austauschen. Er arbeitet nur zum Schein an den Telefonbuchsen und lässt sich für die ungewollte Dienstleistung in bar entlohnen.[9] Variante 2: Vermeintliche Rauchmelder-Kontrolleure streifen durch die Wohnung und lassen Wertgegenstände mitgehen.[18]
- Nachnahmetrick: Vermeintliche Paketboten wollen ein Paket gegen Nachnahme, das vermeintlich für den Nachbarn bestimmt ist, gegen Bezahlung abgeben. Der Inhalt ist wertlos, das gezahlte Geld verloren.[13] Variante: Ein Täter gibt sich als Mitarbeiter eines Uhren- oder Juweliergeschäftes aus, der dem abwesenden Nachbarn ein repariertes Schmuckstück bringen wollte, wegen des Wertes möchte er es aber nicht in den Briefkasten werfen. Wenn der hilfsbereite Nachbar sich bereiterklärt, es anzunehmen, bittet der vermeintliche Bote um Bezahlung der Reparaturkosten. Das Paket mit dem Schmuckstück ist aber leer oder der Inhalt völlig wertlos.
- Teppichtrick: Die Täter präsentieren einen Teppich. Sie geben an, im Zolllager noch einen Container mit wertvollen Teppichen zu haben. Diesen müssten sie für 20.000 Euro beim Zoll auslösen. Sie bitten, diesen Betrag auszulegen. Als Pfand lassen sie den wertlosen Teppich zurück und verschwinden.[4] Variante: Die Täter behaupten, nach einem längeren Aufenthalt in Deutschland wieder in ihr Heimatland zurückkehren zu wollen. Da beim Umzug hohe Zollkosten anfallen würden, möchten sie einen antiken Teppich aus altem Familienbesitz vor dem Umzug verkaufen. Der Teppich ist wertlos und der vermeintlich günstige Preis völlig überhöht.
- Versicherungstrick: Ein vermeintlicher Versicherungsmakler lässt sich die Versicherungsunterlagen zeigen. Eine vermeintlich sofort fällige Prämie fordert und kassiert er und verschwindet.[4]
- Steuerprüftrick: Zwei Männer geben sich als Polizisten aus, prüfen die Bargeldbestände im Haus und geben vor, diese zur weiteren Prüfung mitnehmen zu müssen. Das Geld und die falschen Polizisten sind nicht mehr auffindbar.[28]
- Ehemaliger-Arbeitskollege-Trick: Der Fahrer eines Autos hält an und fragt einen Rentner: Du bist doch mein früherer Arbeitskollege. Wo hast Du genau gearbeitet. Der Rentner nennt seinen früheren Arbeitgeber. Der Betrüger sagt: Dort habe ich als Lagerarbeiter gearbeitet. Der Betrüger behauptet, er müsse zurück ins Ausland, könne deshalb seine Ware im Kofferraum aus zolltechnischen Gründen nicht mehr mitnehmen. Er bietet wertlose vermeintliche Markenware zu überhöhtem Preis an. Der arglose Rentner ist der Geschädigte.[29]
- Kirchenmitarbeiter-Trick: Ein vermeintlicher Kirchenmitarbeiter erzählt, seine beiden Eltern seien bei einem Verkehrsunfall um das Leben gekommen. Er habe kein Geld für die Beerdigungskosten. Das zugewendete Geld sehen die mitfühlenden Menschen nicht mehr wieder.[30]

#### Rund um das Telefon
Erleichtert wird das Vorgehen der Trickdiebe durch Spoofing-Dienste. Die Täter können damit im Telefondisplay des angerufenen Opfers ihre eigene Telefonnummer überschreiben und stattdessen eine amtliche Telefonnummern erscheinen lassen. Die Anrufer wählen Personen mit heute ungebräuchlichen Vornamen aus, die auf ältere Personen hinweisen. Der Betrüger ruft aus dem Ausland an, der Abholer der Geldsumme/Wertgegenstände befindet sich in der Region (Landkreis, Stadtteil) des Opfers.
- Enkeltrick: Der Täter ruft Personen mit älter klingenden Vornamen an. Variante 1: Der Täter stellt zu Beginn des Gesprächs sinngemäß die Frage „Rate mal, wer dran ist!“. Sobald der Angerufene einen Namen nennt, beispielsweise den eines Enkels oder eines nahen Bekannten, gibt sich der Täter als dieser aus und fordert sein Opfer oft unter massivem psychischem Druck auf, finanzielle Hilfe für eine wichtige persönliche Angelegenheit des Verwandten/ Bekannten zu leisten, beispielsweise für einen Wohnungskauf oder eine Notfallbehandlung im Krankenhaus. Das Opfer übergibt das zugesagte Bargeld oder die Wertsachen an einen Boten, der das Geld für den Täter abholt. Variante 2: Eine vermeintliche Tochter spricht mit weinerlicher, kaum verständlicher Stimme ins Telefon. Sie fleht um Geld für Schulden beim Finanzamt. Bargeld, Gold- und Silbermünzen, die im Hause aufbewahrt werden, sollen von einem Boten abgeholt werden. Das Geld ist mit der Abholung verloren.[35] Variante 3: Während der Corona-Pandemie behaupteten Anrufer, selber erkrankt zu sein, oder dass ein Verwandter des Angerufenen krank sei. Sie bräuchten Geld. Ein Freund hole das Geld ab. Es ist verloren.[36] Variante 4: Der Enkel hatte vermeintlich einen Verkehrsunfall, das beschädigte Auto steht zur Reparatur in der Autowerkstatt, eine vermeintliche Werkstattmitarbeiterin holt das erforderliche Geld ab.[37]
- Kettenanruftrick: Variante 1: Bevorzugt in einem Altenheim wird ein Bewohner angerufen, der Ehepartner habe noch Schulden. Lautet die Auskunft, dieser sei verstorben, so ruft ein Komplize an. Er gibt sich als Mitarbeiter der Friedhofsverwaltung aus und fordert Geld nach.[13] Variante 2: Ein falscher Kriminalbeamter (dortige Variante 6) o. ä. fordert nach einer früheren Zahlung wegen eines Gewinnanrufs zu einer weiteren Zahlung auf.[31][32]
- Schockanruf-Trick: Der Anrufer konfrontiert den Angerufenen damit, dass ein Verwandter in einer Notlage sei. Druck wird aufgebaut: Nur eine Kaution von mehreren Tausend Euro, die von vertrauenswürdigen Mitarbeitern sofort abgeholt wird, könne dies verhindern. Die Notsituation ist erfunden.[38] Variante 1: Der Verwandte käme sonst ins Gefängnis, Variante 2: Der Verwandte sei schwer verletzt und müsse dringend operiert werden.[39]
- Polizei-/ Polizistentrick[40] (vgl. den ohne Telefon): Ein (falscher) Polizist (oder: Kriminalbeamter, Bundesbankmitarbeiter, Staatsanwalt) ruft an. Variante 1: „Abholen“ – (a) Das Geld auf der Bank sei nicht mehr sicher. Es werde ermittelt. Mit niemandem dürfe darüber gesprochen werden, auch nicht mit den Mitarbeitern der Bank. Das Geld müsse abgehoben und dem angeblichen Polizisten zur Sicherstellung übergeben werden.[40] (b) Es gebe Einbrüche in der Gegend. Auf einer Liste der Einbrecher sei auch der Name des Angerufenen und eine Liste der Wertgegenstände vermerkt. Geld müsse von der Bank abgehoben werden. Dieses, die EC-Karte mit PIN und die gefährdeten Wertsachen müssten vorübergehend zur Sicherstellung übergeben werden.[41] (c) Anruf unter der gefälschten Telefonnummer 110.[40] Das Geld sei wegen eines korrupten Bankangestellten nicht mehr sicher. Es müsse abgehoben werden und zur Sicherheit an einen Boten übergeben werden. Der Bote verschwindet mit dem Geld, es ist verloren.[42] – laut Arno Helfrich, Kommissariat für Prävention und Opferschutz beim Polizeipräsidium München, gehen die Polizistentrickanrufe von Callcentern in der Türkei aus. Ganze „Telefonwellen“ träfen München an manchen Abenden. Insgesamt  habe es zuletzt (Stand Anfang 2019) einen „exorbitanten“ Anstieg der Zahl der Versuche im deutschsprachigen Raum gegeben. 2017 seien es in München über 3000 gewesen mit etwa 40 Erfolgen und einem Schaden von mehr als vier Millionen Euro.[40] – (d) Es gäbe ein erhöhtes Aufkommen an Falschgeld. Das Geld des Opfers müsse abgeholt und geprüft werden.[43] Variante 2: Ein vermeintlicher Polizist ruft an, die Nichte sei schwer verunglückt und wolle den Angerufenen sprechen. Eine Frau schluchzt und weint am Telefon, aber sagt kein Wort. Der falsche Polizist sagt, nur gegen eine Kaution könne der Schnellrichter die drohende Haft abwenden.[44] Variante 3: Eine frühere Zahlung („Vorschuss“) im Rahmen von Gewinnanrufen soll strafbar gewesen sein, schlimmere Folgen seien durch weitere Zahlungen abzuwenden[31][32] (Kettenanruf). Als Telefonnummer wird dem Empfänger mittels Call ID Spoofing eine deutsche Nummer angezeigt, obwohl die Täter aus dem Ausland agieren.[45]
- Gewinnspieltrick: Ein vermeintliches Notariat XY oder ein Rechtsanwalt ruft an und informiert über einen vermeintlichen Gewinn.[31][32] Variante 1: Vorschussbetrug – 1a Darauf müssten im Voraus Steuern überwiesen werden auf das Konto eines echten Finanzamts Z. Danach wird der Angerufene aufgefordert, eine Bareinzahlung an ein Konto im Ausland per Direkttransfer zu leisten. Dieses Geld ist verloren.[46] Variante 1b: Es müsse eine Art Versicherungssteuer im Voraus bezahlt werden per Versand von Bargeld an eine ausländische Adresse. Die Vorauszahlung ist verloren, es gibt auch keinen Gewinn.[9] Variante 1c: … „Bearbeitungsgebühr“ …[32] Variante 1d: Kettenanruf: Polizeitrick Variante 6. Variante 1 e: Gewinn wird vermeintlich am Folgetag ausbezahlt. Dafür müsse jetzt schon eine Sicherheit von z, B. 900 Euro als Vorschuss ausgehändigt werden.[47] Variante 2: Um einen vermeintlichen (noch auszulosenden) Geldgewinn (etwa den Gegenwert eines verlosten Autos) überweisen zu können, wird die Kontonummer benötigt. Damit können die Anrufer ein SEPA-Lastschriftmandat für Abbuchungen vom Konto vortäuschen, die man zwar stornieren kann, aber nur bei ausreichender Sorgfalt und unter Umständen mit Bearbeitungsgebühren[48] (vgl. Falsche Abbuchungen). Variante 3: Um den Gewinn „abzurufen“, ist vermeintlich ein Anruf einer anderen Nummer erforderlich[32] (siehe Abschnitt „Gebührenfalle“).
- Lotterietrick: Vermeintlich wurde für ein Lotteriespiel mehrere Monate kein Geld überwiesen. Der Telefonbetrüger droht mit Rechtsanwalt und Inkassounternehmen und fordert auf, die Bankverbindung anzugeben. Geld wird unberechtigt eingezogen.[49] Alternativ ist vermeintlich nur durch eine Zahlung ein Betrugsverfahren gegen das Opfer abzuwenden.[32]
- Abonnementtrick: Vermeintlich wurde ein Lotto-Abonnement in der Vergangenheit abgeschlossen. Der vermeintlich noch nicht bezahlte Betrag über mehrere Tausend Euro könne als Entgegenkommen auf wenige Tausend Euro reduziert werden, die überwiesen werden sollen. Fazit: Geld verloren.[50]
- Falsche Abbuchungen (Datendiebstahl): Variante 1: Der Anrufer behauptet, im Auftrag des Stromversorgers Bedingungen für günstigere Verträge recherchieren zu müssen. Er bittet dafür um die Angabe der Zählernummer und der Kontonummer. Damit kann er dem Angerufenen einen unerwünschten Vertrag unterschieben. Variante 2: Ein vermeintliches Blockiersystem für unerwünschte Anrufe am Telefon/Notfalltelefon für Rentner wird empfohlen und um die Bankdaten gebeten.[18] Variante 3: Die Kontonummer wird im Rahmen eines Gewinnanrufs (dortige Variante 2) erfragt. Variante 4: Der Anrufer gibt sich als Microsoft-Mitarbeiter aus, der eine Anti-Virensoftware installieren müsse. Er lässt sich den Zugang auf den PC und auf das Online-Banking seines Opfers freischalten und bucht ab.[51] Variante 5: Ein vermeintlicher Mitarbeiter der Sparkasse arbeite wegen der Corona-Pandemie von Zuhause aus. Er bittet zum Abgleich um Adresse, Telefonnummer und Kontendaten. Die Daten werden für falsche Abbuchungen missbraucht.[52]
- Gebührenfalle: Für das Opfer fallen, von diesem zunächst unbemerkt, exorbitante Gesprächsgebühren durch Mehrwertdienste oder R-Gespräche per Lockanruf an. Dazu kann es beispielsweise im Rahmen des Gewinnanrufs (dortige Variante 3) kommen.[32]
- Überweisungs-Betrügerei durch vermeintlichen Microsoft-Mitarbeiter: Ein vermeintlicher Microsoft-Mitarbeiter ruft an. Hinweis: Echte Microsoft-Mitarbeiter rufen nicht von sich aus an. Die Anrufer-Telefonnummer auf dem Display ist durch Spoofing verfälscht. Der falsche Microsoft-Mitarbeiter behauptet, der Computer sei mit einem Virus infiziert. Er lässt sich den Zugriff auf den Computer freischalten. Dann lässt er sich die Bankverbindung/ PayPal-Verbindung freischalten und eventuell sogar noch die Ausweisdaten übermitteln. Folge: Die vom falschen Microsoft-Anrufer dann vorgenommenen Geldüberweisungen sind verloren. Abwehrmaßnahmen: Computer vom Netz nehmen, Bank und Polizei benachrichtigen.[53]

#### Prävention
Die Polizei gibt folgende Warnhinweise:
- Die Polizei ruft niemals selber von der Notruf-Telefonnummer 110 aus an
- Telefonhörer bei Betrugsverdacht sofort auflegen
- Keine Auskunft über Bankverbindungen, finanzielle oder persönliche Verhältnisse geben
- Keine Fremden in die Wohnung lassen
- Keine Übergabe von Geld/Wertgegenständen an unbekannte Personen
- Polizei unter 110 über den Betrugsversuch informieren
- Betrugsversuch zur Anzeige bringen

#### Internetplattformen
- Überweisungsbetrug: Auf Verkaufsplattformen werden günstige Artikel angeboten unter der Bedingung der Vorauszahlung. Variante 1: Eine private PayPal-Zahlung wird erwünscht. Privat bedeutet hier ohne PayPal-Käuferschutz. Die Ware wird nicht geliefert, das Geld ist verloren.[18] Variante 2: In Zeiten der Corona-Pandemie werden Schutzmasken/Schutzkleidung von Unbekannten gegen Vorauszahlung angeboten. Die Masken kommen nie an, das Geld ist verloren.[56]
- Investmentbetrug: Es werden dem Nutzer Plattformen für Investments, häufig für Krypto-Währungen vorgeschlagen. Der Kontakt hierzu wird auf Social-Media-Plattformen wie Instagram, in Chatgruppen auf Telegram oder auf Dating Apps hergestellt und mit dem Nutzer über einen längeren Zeitraum Vertrauen aufgebaut. Das an die Plattform überwiesene Geld ist weg, die dem Nutzer angezeigten Portfolios sind nicht real.

#### Per Post
- Gefälschte Schreiben: Gefälschter Briefkopf der Staatsanwaltschaft mit der Mitteilung, eine Strafe abzusitzen oder Geld zu zahlen. Anrufe bei der  dort angegebenen Telefonnummer führen durch einen technischen Trick zu hohen Kosten.[57]
- Falsche Rechnung: Für Dienstleistungen/ Wartungsarbeiten des Stadtwerks oder des Stromnetzbetreibers, die gar nicht berechnet werden dürfen, wird die Überweisung eines Betrags angefordert. Der überwiesene Geldbetrag ist verloren.[18]
- Falsche Forderung an Verstorbene / im Zusammenhang mit einem Todesfall: Täter entnehmen aus Todesanzeigen Adressen von Verstorbenen und schicken Mahnungen für vermeintlich gelieferte Waren oder erbrachte Dienstleistungen. Die Angehörigen zahlen, weil sie den Sachverhalt nicht überprüfen können oder ihnen die Angelegenheit peinlich ist (z. B. bei vermeintlich bestellten Sexartikeln). Variante: Die Täter schicken den Angehörigen eine Rechnung für die Eintragung in ein Sterbeverzeichnis. Da das Schreiben amtlich aufgemacht ist, glauben die Angehörigen, sie seien zu einer solchen Eintragung verpflichtet, und zahlen.
- Betrügerische Reisegewinne: Die Reise wird als Gewinn angeboten. Bei der Reise entstehen Zusatzkosten durch überteuerte Ausflüge und Manufakturbesichtigungen, bei denen Druck zum Kauf überteuerter Ware erzeugt wird (ähnlich einer Kaffeefahrt). Die Nebenkosten übersteigen die Kosten einer normal gebuchten Reise.[58]
- Forderungen vermeintlicher Inkassobüros:  Für vermeintliche Lotto-Verträge und Ähnliches werden unberechtigt unter Androhung von Strafmaßnahmen Überweisungen auf ein Konto gefordert. Warnzeichen sind unberechtigt geforderte Überweisungen auf Konten im Ausland, aber auch im Inland. Gegenmaßnahmen: Nicht überweisen, Klärung des Verdachts bei Verbraucherzentralen, Betrugsanzeige bei der Polizei.[59][60]

#### Rund um das Auto
- Autobahngoldtrick: Benzinmangel wird vorgetäuscht. Als Pfand für erbetenes Geld wird ein „Gold“ring gegeben. Der Ring ist wertlos.[13]
- Testfahrertrick: Der Betrüger kommt mit Zufallsbekanntschaften ins Gespräch. Er bietet die kostenlose Nutzung eines Testautos an. Zuvor müsse im Voraus für Steuern und Fahrertraining bezahlt werden. Der Termin für die Übergabe des Autos verstreicht. Die Vorauszahlung ist verloren.[61]
- Oldtimer-Trick: Im Internet/ Zeitung wird ein Oldtimer, der sich im Ausland befinden soll, sehr günstig angeboten. Anzahlung/Vorauszahlung  per Bargeldtransfer als Sicherheit oder für Speditionskosten wird zur Vorbedingung gemacht. Zeitdruck wird aufgebaut. In Wirklichkeit existiert das Auto nicht (gefälschte Dokumente), und die Vorauszahlung ist verloren.[62]
- Autopannentrick: Ein vermeintliches Pannenauto steht mit hochgeklappter Motorhaube am Straßenrand. Ein Mann und eine Frau des Pannenautos bringen ein vorbeifahrendes Auto durch Winken zum Anhalten. Der Pannenautofahrer schaut mit dem hilfsbereiten Fahrer in den Motorraum. Die Pannenautobeifahrerin stiehlt währenddessen aus dem Auto des Helfers Wertgegenstände. Das Pannenauto ist auf einmal fahrbereit, und die Täter verschwinden.[63]
- Mitleidstrick: Der Autofahrer wird auf der Autoraststätte von einer Person angesprochen, sie sei überfallen worden, mittellos und brauche Geld für die Heimreise. Das "geliehene" Geld ist verloren.[64]

#### An der Geschäftskasse
- Wechselgeldbetrug: Variante 1: Der Betrüger bittet an der Geschäftskasse, 40 Zehn-Euro-Banknoten in zwei Zweihundert-Euro-Banknoten zu wechseln. Er zählt ein Bündel 10-Euro-Banknoten auf dem Geschäftstresen vor. Nach der 39. Banknote entschuldigt er sich, es fehle noch eine Banknote. Dazbei nimmt er von dem vorgezählten Geldbündel die untere Hälfte unbemerkt in die Hand, steckt sie in seine Hosentasche, holt dort eine Zehn-Euro-Banknote hervor und übergibt sie. Dann steckt er auch die zwei Zweihundert-Euro-Noten ein und verschwindet schnell. Der Verlust für den Kassierer des Geschäftes beträgt die Hälfte der vorgezählten 10-Euro-Banknoten.[65] Variante 2: Die Täter zahlen an der Kasse für ein Produkt mit einem Preis unter 10 Euro mit einer 100-Euro-Banknote und erhalten das Wechselgeld. Danach machen sie den Kauf rückgängig, weil sie das Produkt woanders günstiger gesehen hätten. Sie zählen das Wechselgeld vor und bekommen die 100-Euro-Banknote zurück. Nach dem Vorzählen des Wechselgeldes verdecken sie die unter der 50-Euro-Banknote liegenden 20-Euro-Banknoten mit der Hand und nehmen sie an sich.[66]

### Abgrenzung zu anderen Delikten
Diebstahl ist strikt abzugrenzen von Betrug und Erpressung. Das ergibt sich daraus, dass sich die Tatbestände gegenseitig ausschließen (Exklusivitätsverhältnis). Hinsichtlich der Erpressung ist dies unstrittig der Fall, hinsichtlich des Betruges jedenfalls nach herrschender Meinung.

#### Betrug
Kennzeichnend für einen Diebstahl ist die Wegnahme, d. h. der Bruch fremden und die Begründung neuen Gewahrsams. Der Betrug stellt hingegen ein Selbstschädigungsdelikt dar, d. h. das Opfer gibt (in der abgrenzungsproblematischen Fallgestaltung eines Sachbetruges) eine Sache freiwillig heraus, weil es getäuscht wurde (z. B. über den Wert einer Gegenleistung). Das Opfer verfügt bewusst über einen Gegenstand (Vermögensverfügung).
Beim Trickdiebstahl ist eine Gewahrsamslockerung auf eine Täuschung des Täters zurückzuführen. Diebstahl ist gegeben, wenn die Täuschung lediglich dazu dienen soll, einen gegen den Willen des Berechtigten gerichteten eigenmächtigen Gewahrsamsbruch des Täters zu ermöglichen oder wenigstens zu erleichtern. Dagegen liegt Betrug vor, wenn der Getäuschte auf Grund freier nur durch Irrtum beeinflusster Entschließung Gewahrsam übertragen will und überträgt. Denn in diesem Fall wirkt sich der Gewahrsamsübergang unmittelbar vermögensmindernd aus.
Ein Beispiel für Trickdiebstahl ist das Vortäuschen einer Beschlagnahme, die nur durch entsprechend berechtigte Amtsträger erfolgen kann. Der Gewahrsamsinhaber gibt die Sache unabhängig von seinem Einverständnis oder seiner Mitwirkung dem Zugriff des Täters preis, da er glaubt, dazu verpflichtet zu sein. Diese Fallgruppe wird jedoch kontrovers in der Rechtswissenschaft diskutiert.

#### Diebstahl in mittelbarer Täterschaft
Die Wegnahme erfolgt mittels einer dritten Personen als sog. mittelbarer Täter, die nicht weiß, dass eine Sache, die sie dem Täter übergibt, diesem nicht gehört, z. B. wenn sich jemand von einem Ahnungslosen einen Ball reichen lässt, der angeblich über den Zaun geflogen ist, in Wirklichkeit aber dem Eigentümer des Grundstücks gehört.

#### Erpressung
Bei der Erpressung wird die Weggabe durch Gewalt oder Drohung mit einem empfindlichen Übel erzwungen.

## Trickdiebe im Ausland
Der ADAC berichtet jährlich über die neuesten Methoden der Trickdiebe im Ausland, denen besonders arglose Touristen zum Opfer fallen.

### Europa
Die Methoden werden nicht nur in Südeuropa, sondern auch in Nordeuropa angewandt.
- Autoknacken ohne Aufbruchspuren: Beim Abschließen des Autos mit Funkschlüssel wird durch Störsender der Schließvorgang unterbrochen. Danach Diebstahl aus dem unverschlossenen Auto. Bevorzugt beim Parken an Aussichtspunkten, im Parkhaus, am Strand.

- Reifenstecher: Variante 1: Ein Rollerfahrer/ Mopedfahrer zersticht an der Ampel in der Stadt den Reifen. Er wartet, bis die Tür geöffnet wird, oder folgt dem Auto, bis es anhält, und stiehlt. Variante 2: Der Dieb zersticht auf der Autobahnraststätte/beim Supermarktstopp den Reifen und folgt dem Touristenauto, bis der Fahrer anhält. Variante 3: Beim Tanken an der Autobahntankstelle wird der Reifen zerstochen. An der nächsten Notrufsäule wartet ein vermeintliches „Hilfsfahrzeug“. Der Helfer lädt das Gepäck aus dem Pannenfahrzeug, ruft vermeintlich ein Hilfsfahrzeug. Wertsachen und Handy verschwinden dann mit dem Helfer.

- Qualmendes Hinterrad/Reifen: Der Urlauber wird auf einen vermeintlich qualmenden Reifen aufmerksam gemacht und aus dem Auto gelockt. Variante 1: Der Täter drängt den Urlauber, der nachschauen will, auf die Seite und entwendet Wertsachen aus dem Wageninneren. Variante 2: Der falsche Helfer packt, um einen Radwechsel vorzunehmen, ohne zu Zögern das Gepäck aus dem Kofferraum. Ein Mittäter stiehlt unterdessen Wertgegenstände vom Rücksitz.[73]

- Campingmobil-Aufbrüche: Einbrüche drohen auf Autobahnraststätten, auf dem Supermarkt-Parkplatz, auf einsamen und unbewachten Übernachtungsplätzen, auf Stadtparkplätzen, in Fährehäfen.[74][73]

- Radklau: Fahrräder werden vom Auto, vom Stellplatz, beim Einchecken im Hotel gestohlen.

- Diebstahl aus Mietwagen: Auf dem Mietwagenparkplatz, in Wohngebieten und an Aussichtspunkten werden die Kofferräume bei Abwesenheit des Urlaubers geleert.[73]

- Mitleidsmasche: Vermeintlich ausgeraubte Touristenfamilie bittet um Geld. Das Geld wird nicht zurückgezahlt.[73]

#### Vorbeugende Maßnahmen
In Campingmobilen nicht auf Autobahn-Raststätten übernachten. Verschließen des Autos manuell überprüfen. Auto nach Panne verschließen. In Großstädten während der Autofahrt das Auto verschlossen halten, Gepäck nicht auf den Sitzen transportieren, Fenster nur einen Spalt weit öffnen.

#### Frankreich
- Autobahnraststätte: Variante 1: Camper werden bei der Übernachtung auf der Autobahnraststätte im Schlaf bestohlen. Die abends verschlossene Wohnwagentür ist morgens offen, Geld und Wertsachen fehlen. Variante 2: Der Dieb ergreift in Gegenwart der arglosen Fahrzeuginsassen die Handtasche aus dem unverschlossenen Wagen und flieht.

- Zebrastreifen: Ein Mann mit vorgetäuschtem Gipsbein und mit Krücke nötigt ein Touristenauto am Zebrastreifen zum Anhalten. Die Autotüren werden aufgerissen, Wertgegenstände gestohlen. Danach sprintet der Mann mit dem „Gipsbein“ davon.

#### Italien
- Motorrad fährt unvermittelt direkt vor Touristenauto. Dieses muss stark abbremsen. Die Zentralverriegelung öffnet sich dadurch automatisch. Die Tür wird vom Täter aufgerissen, der Rucksack hinter dem Beifahrersitz entwendet.

- Unfalltrick: Vermeintlich hat ein Campingwagen ein anderes Auto am Außenspiegel beschädigt. Ein hörbarer Schlag und ein schwarzer Strich (mit Filzstift gezogen) am Campingwagen sind Indizien. Eine „freiwillige Zahlung“ von 150 Euro bereichert den Betrüger.

#### Spanien
- Falsche Polizei: Ein ziviles Auto überholt das Urlauberauto. Aus dem Rückfenster des voranfahrenden Autos wird eine Polizeikelle „Stop“ gezeigt. Das Touristenauto wird auf einen einsamen Platz gelotst. Dort werden Ausweise, Fahrzeugpapiere der Reisenden verlangt und geprüft. Dann folgt die Frage: „Wieviel Bargeld führen sie mit sich mit?“ Dann wird das Bargeld vom falschen Polizisten geprüft und mit den Papieren auf die Seite gelegt. Die falschen Polizisten fahren mit dem Geld und den Papieren davon.[74]

### Fernreisen

#### Dubai
- Überteuerter Schmuck: Bei einer Betriebsbesichtigung wird einzelnen Urlaubern teurer Schmuck verkauft. Der Verkäufer lässt sich im Preis herunterhandeln. Nach Anzahlung vor Ort und Überweisung des Restbetrags aus dem Heimatland wird der Schmuck ins Heimatland nachgeliefert. Variante 1: Der Schmuck ist nicht derselbe wie gesehen. Variante 2: Der Schmuck erweist sich bei Nachprüfung durch einen Juwelier als überteuert.[74]

## Filme
- Video von der Durchführung des Antanztricks
- Vorsicht Trickbetrüger – Was tun gegen Langfinger & Co.? SWR 2015. Gezeigt in 3sat am 20. Januar 2017, 20:15–21:00.